# Sonia Ruiz Raga
Sonia Ruiz Raga (San Carlos de la Rápita, 1986) es una química e investigadora española, reconocida con el Premio L’Oréal UNESCO a Mujeres en Ciencia en España.

## Biografía
Cursó la licenciatura de Ingeniería Química en la Universidad Jaume I de Castellón, donde obtuvo también su doctorado en 2013 con una tesis sobre las celdas solares de moléculas de colorante. Obtuvo después una beca postdoctoral en el Instituto de Ciencia y Tecnología de Okinawa, en Japón, durante cuatro años, para pasar a una segunda beca en la Universidad de Monash, en Australia, donde permaneció tres años. En Okinawa centró su trabajo en la superficie de las capas que forman las células solares basadas en la perovskita, así como en el desarrollo de nuevos métodos de fabricación de láminas; en Monash, trabajó en el equipo del investigador Udo Bach, donde investigó los mecanismos físicos que rigen los dispositivos de células solares de perovskita en condiciones reales y como interactúa la perovskita con otros materiales.
En 2020, le concedieron la beca de investigación Junior Leader Incoming de la Fundación "la Caixa" con la que se estableció en España. Trabaja en el Instituto Catalán de Nanociencia y Nanotecnología del Consejo Superior de Investigaciones Científicas (CSIC) (ICN2-CSIC-Generalidad de Cataluña-UAB) dentro del grupo de Materiales Nanoestructurados para Energía Fotovoltaica que lidera Mónica Lira-Cantú donde sigue investigando en células solares de perovskita para «crear dispositivos de conversión de luz solar a energía limpia que sean eficientes, baratos, duraderos y además sostenibles con el medio ambiente».

## Reconocimiento
En 2021, por su trabajo en el proyecto de perovskitas dobles libres de plomo para la conversión de energía solar (2Solar2), recibió el Premio L'Oréal-UNESCO a Mujeres en Ciencia en España 2020/2021 para investigadoras menores de cuarenta años dotado con 15 000 euros.